# Monaster św. Symeona
Monaster św. Symeona (hebr. מנזר סן סימון) – prawosławny monaster położony w dzielnicy Gonen w Jerozolimie, w jurysdykcji prawosławnego patriarchatu Jerozolimy.

## Położenie
Monaster jest położony przy ulicy Ma’ale Ze’ew w dzielnicy Gonen w Zachodniej Jerozolimie. W jego otoczeniu są położone dwa parki: Kurt Park i Ogród św. Symeona.

## Historia
Monaster św. Symeona został wybudowany w połowie XIX wieku na ruinach starożytnego klasztoru, jednak średniowieczne mapy pokazują w tym miejscu dom, który lokalna tradycja określała jako miejsce pochówku św. Symeona. Na monasterze widnieje napis w języku greckim: 
„Mnich Abramios Mmditos wybudował klasztoru na ruinach sanktuarium w okolicy dzisiejszego Katamon w czasach patriarchy Cyryla II w 1859 roku, po dwudziestu latach ciężkich doświadczeń i cierpienia, poniósł ciężkie koszty wznosząc na starożytnych ruinach te nowe budynki i Kościół Boga, i to sanktuarium Św. Symeona, i przygotował teren i zasadził wiele drzew oliwnych. Wszystko to uczynił z własnych pieniędzy i poświęcił te budynki monasteru (Jezusowi). Mały klasztor został poddane Jego Świątobliwości Patriarchy Jerozolimy w 1879. Pamięci jego i jego rodziców.”
Budowa monasteru została ukończona w 1890. W kolejnych latach był on również wykorzystywany jako dom pielgrzymów przybywających do Ziemi Świętej. W wyniku I wojny światowej, cała Palestyna przeszła pod panowanie Brytyjczyków, którzy utworzyli Mandat Palestyny. Przyjęta 29 listopada 1947 Rezolucja Zgromadzenia Ogólnego ONZ nr 181 zakładała, że na terenie byłego Mandatu Palestyny miały powstać dwa państwa (żydowskie i arabskie) oraz mała międzynarodowa strefa obejmująca Jerozolimę i Betlejem. Strefa międzynarodowa miała pozostawać poza granicami obu państw i być zarządzana przez Narody Zjednoczone, które stawały się gwarantem bezpieczeństwa wszystkich świętych miejsc chrześcijaństwa, islamu i judaizmu w obu miastach. Społeczność żydowska zaakceptowała plan podziału Palestyny, jednak Arabowie odrzucili go i dzień później doprowadzili do wybuchu wojny domowej w Mandacie Palestyny. W południowej części Jerozolimy pozostała odcięta żydowska enklawa osiedla Mekor Chajjim. Aby uzyskać z nią łączność i utworzyć jednolitą linię obronną, Żydzi przeprowadzili w drugiej połowie kwietnia 1948 operację Jewusi. W jej trzeciej fazie doszło do walk o arabską dzielnicę Katamon. Kluczowym momentem walk była bitwa o monaster św. Symeona, która była jedną z najtrudniejszych podczas wojny. Ostatecznie siły żydowskie zdobyły dzielnicę Katamon, która wraz z monasterem weszła do żydowskiej Zachodniej Jerozolimy.

## Monaster współcześnie
Kompleks monasteru składa się z trzech budynków: domu patriarchy Jerozolimy, domu pielgrzyma oraz samego monasteru z dzwonnicą. Wszystkie budynki wzniesiono z litego kamienia. Obecnie w monasterze przebywa na stałe jeden mnich, do którego w niedziele dołączają inni mnisi przebywający w Jerozolimie. Monasteru nie mogą odwiedzać obce osoby.